# Alexander Moszkowski
Alexander Moszkowski (Pilica, 15 gennaio 1851 – Berlino, 26 settembre 1934) è stato uno scrittore e filosofo tedesco di origine ebraico-polacca , fratello del compositore e pianista Moritz Moszkowski.
Fu amico di molte celebrità a Berlino, tra cui il fisico teorico Albert Einstein, di cui fu il primo a pubblicare un libro nell'estate del 1920 e di conseguenza a divulgare la teoria della relatività . Nella sua autobiografia scrisse: "All'inizio del XX secolo la questione della concepibilità di altri mondi attraverso fisica e matematica modificate sarà ampiamente utilizzata".

## Biografia
Nato il 15 gennaio 1851 a Pilica presso l'ex confine russo-polacco. I suoi genitori emigrarono l'anno successivo a Breslavia dove crebbe con il fratello Moritz, che in seguito raggiunse la fama come pianista e compositore. Da giovane Alexander Moszkowski si trasferì a Berlino dove incontrò Julius Stettenheim, che notò le sue qualità di scrittore e lo assunse per la sua rivista satirica Berliner Wespen,. in cui ha lavorato dal 1877 al 1886. Tuttavia, essendoci tra lui e Stettenheim e molte differenze , fondò la propria rivista satirica, il Lustigen Blätter, che raggiunse grandi tirature, soprattutto nella Weimar dell'epoca. 
Moszkowski era, dal 1892, un membro della Gesellschaft der Freunde. Era una personalità della società berlinese e, con celebrità come Albert Einstein, fu tra i primi scrittori a portare la Teoria della Relatività a un pubblico più ampio. Morì il 26 settembre 1934 a Berlino.

## Opere
Oltre alle sue opere satiriche, il lavoro di Moszkowski include molti libri popolari di lingua, filosofia e fantascienza come il suo romanzo del 1922 Die Inseln der Weisheit ( Le isole della saggezza ), in cui descriveva profeticamente i telefoni cellulari e l'olografia e l'accelerazione del la nostra odierna società dell'informazione ad alta tecnologia.

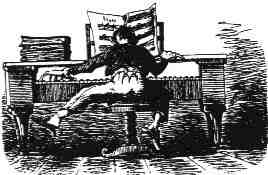
Illustrazione per la satira di Alexander Moszkowski Anton Notenquetscher di Philipp Scharwenka.

- Marinirte Zeitgeschichte, Gesammelte Humoresken (1884)
- Lustige Fahrten (1895) di Anton Notenquetscher
- Das Buch der 1000 Wunder (1916)
- Sokrates der Idiot (1917)
- Der Sprung über den Schatten (1917)
- Die Ehe im Rückfall und andere Anzüglichkeiten (1918)
- Das Geheimnis der Sprache (1920)
- Die Welt von der Kehrseite (1920)
- Der Venuspark, Phantasien über Liebe und Philosophie (1920)
- Fröhlicher Jammer, Ein Vortrags-Brevier (1922)
- Das Panorama meines Lebens (1924)